# 紀和町
紀和町（きわちょう）は、かつて三重県南牟婁郡にあった町。三重県南部に位置し、東紀州地域に含まれていた。2005年（平成17年）11月1日に熊野市と新設合併して新しく熊野市が発足し、紀和町は廃止された。

## 地理
三重県最西端に位置していた。
- 河川：北山川

### 隣接していた自治体
- 南牟婁郡：紀宝町、御浜町
- 和歌山県：東牟婁郡北山村、新宮市
- 奈良県：吉野郡十津川村

## 歴史
ほとんどの町民が何らかの形で紀州鉱山（銅を産出）と関わる鉱山の町として栄えたが、1978年（昭和53年）に閉山すると人口は急減し過疎化が進んだ。最盛期には総合病院や映画館もあった。
- 1955年（昭和30年）3月1日 - 上川村・入鹿村・西山村が合併して発足。
- 1992年（平成4年）10月8日 - イルカボーイズ（元イギリス人捕虜）が47年ぶりに来町[3]、10月10日まで滞在[4]。
- 2005年（平成17年）11月1日 - 熊野市と合併し、改めて熊野市が発足。同日紀和町廃止。

### 娯楽
かつて紀和町には以下の映画館があった。1960年（昭和35年）の南牟婁郡には5館の映画館があった。
- 紀州会館
- 惣房会館
- 入鹿銀映

## 人口
以下は国勢調査による。
| 1955年（昭和30年） | 9,696人 |  |
| 1960年（昭和35年） | 8,564人 |  |
| 1965年（昭和40年） | 6,557人 |  |
| 1970年（昭和45年） | 4,177人 |  |
| 1975年（昭和50年） | 3,614人 |  |
| 1980年（昭和55年） | 2,658人 |  |
| 1985年（昭和60年） | 2,351人 |  |
| 1990年（平成2年）  | 2,065人 |  |
| 1995年（平成7年）  | 1,810人 |  |
| 2000年（平成12年） | 1,742人 |  |
| 2005年（平成17年） | 1,623人 |  |

## 行政
- 町長：下川勝三

## 教育
以下の2校は合併後、熊野市立となった。
- 紀和町立入鹿中学校
- 紀和町立入鹿小学校

### 廃校・休校となった学校
- 中学校
  - 紀和町立上川中学校（1996年3月から休校）
  - 紀和町立西山中学校（1991年3月から休校）
  - 紀和町立小森中学校（1982年3月に廃校）
- 小学校
  - 紀和町立入鹿小学校西山分校（1989年4月に西山小学校から改称、1990年4月から休校）
  - 紀和町立西山小学校小森分校（1981年3月に廃校）
  - 紀和町立上川小学校（1994年3月から休校）
  - 紀和町立矢ノ川小学校（1988年3月から休校）
  - 紀和町立三和小学校（1979年3月に廃校）

## 交通

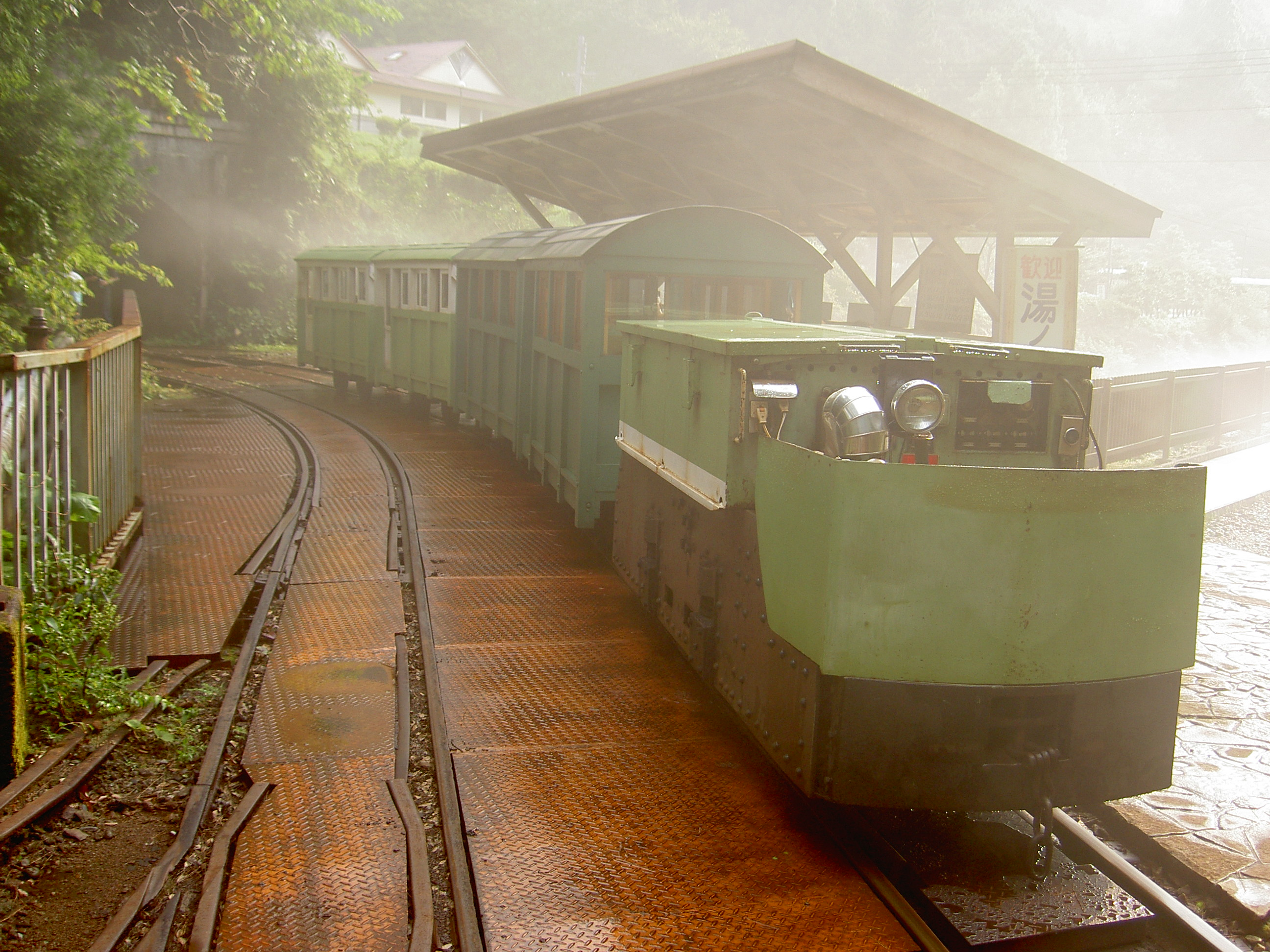
トロッコ列車

### 鉄道
- 町内に通常の鉄道路線はない。湯ノ口温泉にかつての鉱山鉄道を利用したトロッコ列車が走っている。

### 道路
- 一般国道
  - 国道311号

- 県道
  - 三重県道40号熊野矢ノ川線
  - 三重県道62号御浜紀和線
  - 三重県道740号小船紀宝線
  - 三重県道761号小森神川線
  - 三重県道765号長尾板屋線
  - 三重県道780号熊野川紀和線

## 名所・旧跡
- 布引の滝（日本の滝百選）
- 湯ノ口温泉（国民保養温泉地）
- 丸山千枚田（日本の棚田百選）
- 赤木城跡
- 風伝峠
- 木津呂
- 花井・百夜月